# Schéma national du maintien de l'ordre
Le schéma national du maintien de l'ordre (SNMO) est, en France, un document publié par le ministère de l'Intérieur, qui vise à établir les modalités opérationnelles du maintien de l'ordre par l'ensemble des forces de sécurité intérieures (police nationale, gendarmerie nationale).
Publié en septembre 2020 par le ministre Gérald Darmanin, le SNMO trouve son origine dans le mouvement des Gilets jaunes, durant lequel les forces de l'ordre sont débordées en plusieurs occasions ; en juin 2019, le ministre de l'Intérieur d'alors, Christophe Castaner, ouvre ainsi une réflexion sur l'évolution de la doctrine du maintien de l'ordre.
Il fait l'objet de vives critiques des organisations représentatives des journalistes et des associations de défense des droits de l'homme.
Plusieurs de ses dispositions sont annulées par le Conseil d'État.

## Origine et élaboration

Policiers protégeant l'Arc de triomphe au soir de l'acte III du mouvement des Gilets jaunes, le 1 décembre 2018.

En octobre 2018 est né le mouvement des Gilets jaunes. « Les règles usuelles de déclaration de manifestation, de respect du parcours fixé ou de dispersion après sommation n’ont désormais plus cours », écrit Nicolas Chapuis, si bien que les habitudes des forces de l'ordre sont bousculées. Une partie des manifestations des Gilets jaunes sont l'occasion d'affrontements violents entre manifestants et forces de l'ordre, et les fondamentaux du « maintien de l’ordre à la française » — spécialisation, avec des unités formées au maintien de l'ordre ; usage graduel et proportionné des moyens employés ; mise à distance des manifestants par les forces de l'ordre, afin d'éviter le contact physique,, — « [volent] en éclats », écrit Juliette Bénézit du Monde. Les forces de l'ordre — et leur commandement — sont particulièrement dépassées le 1er décembre à Paris ; l'intérieur de l'Arc de Triomphe est à cette occasion saccagé. Dans les jours qui suivent, le ministre de l'Intérieur Christophe Castaner indique vouloir réformer « en profondeur » les modalités du maintien de l'ordre, avec pour mots d'ordre « mobilité, réactivité, fermeté ».

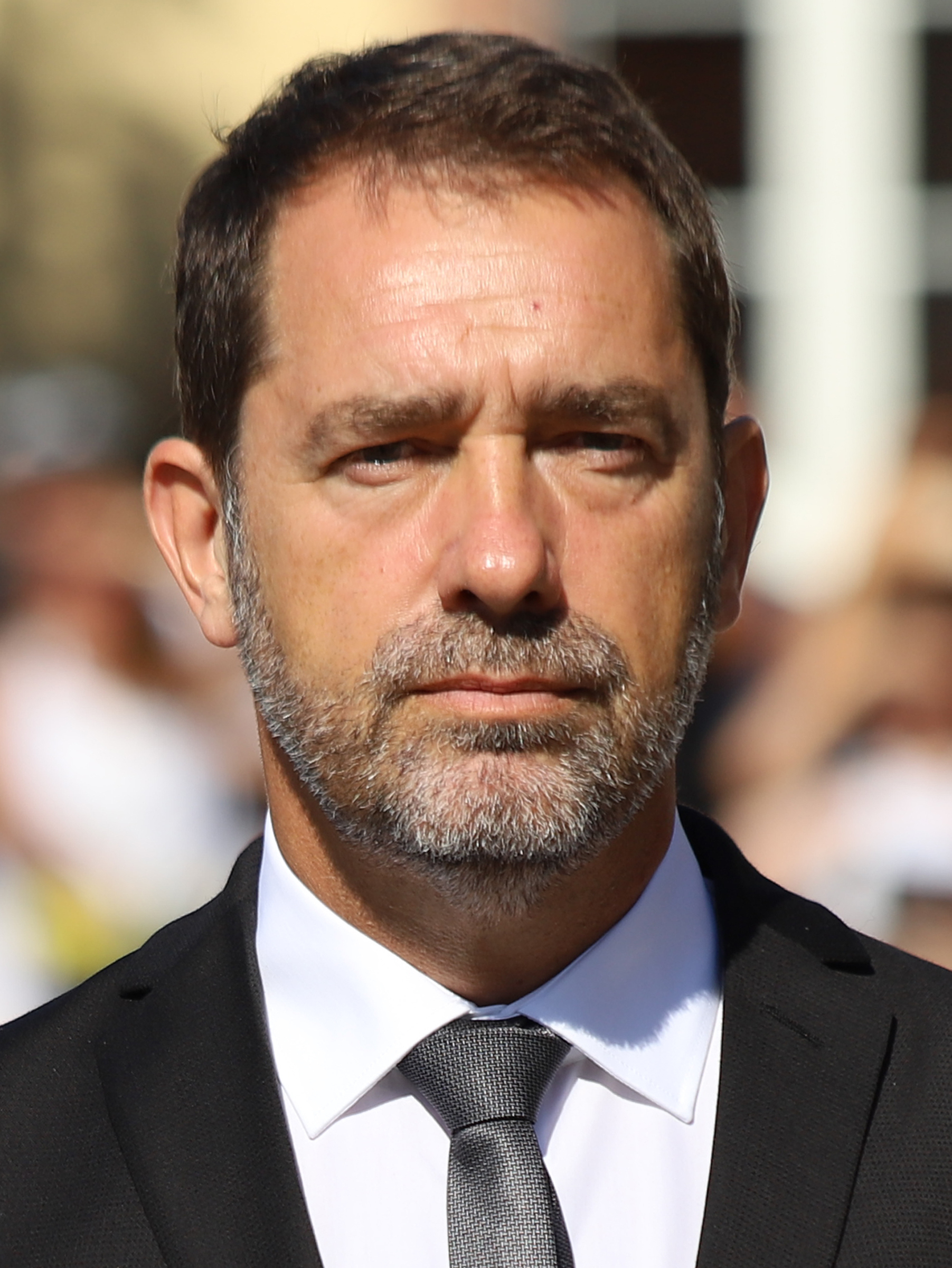
Christophe Castaner, le ministre de l'Intérieur.

En juin 2019, dans un contexte de mise en cause des violences policières, Christophe Castaner ouvre officiellement une réflexion, à laquelle sont invités divers experts du sujet, sur une évolution de la doctrine du maintien de l'ordre, s'appuyant notamment sur l'évolution des méthodes des forces de l'ordre — ces dernières sont, notamment, moins statiques qu'auparavant — pendant le mouvement des Gilets jaunes ; le processus doit aboutir à la publication d'un schéma national du maintien de l'ordre (SNMO) en septembre de la même année,,.
Selon Olivier Fillieule et Fabien Jobard (directeur de recherche au CNRS en sociologie comparée de la police), qui ont été consultés pour la rédaction du SNMO, les différents observateurs de la hausse des violences dans les manifestations s'accordent pour l'expliquer par trois facteurs principaux que sont « une modification du contexte, une modification des acteurs impliqués et celle du répertoire d'action employé ». La modification du contexte tient surtout au sentiment, chez les forces de l'ordre, d'être les cibles d'une violence allant croissant, alimentant un sentiment d'insécurité, ainsi qu'à la crise économique en toile de fond. La transformation des acteurs impliqués consiste en la perte d'influence des syndicats au tournant des années 2000 (et donc à l'affaiblissement des services d'ordre en manifestation), à la montée de la mouvance anarcho-autonome et à la diminution du nombre de déclarations en préfecture (qui complique la négociation entre préfectures et manifestants), notamment à l'occasion du mouvement des Gilets jaunes. Quant à l'évolution du répertoire d'actions, elle consiste essentiellement à l'émergence des occupations, de Nuit debout à la tenue de ronds-points par les Gilets jaunes, en passant par les zones à défendre ; ces formes de mobilisation, organisées de manière décentralisée, sont plus dures à anticiper en matière de maintien de l'ordre. Les deux auteurs plaident cependant dans leur ouvrage pour un élargissement de cette analyse, « qu'à moitié vraie ».

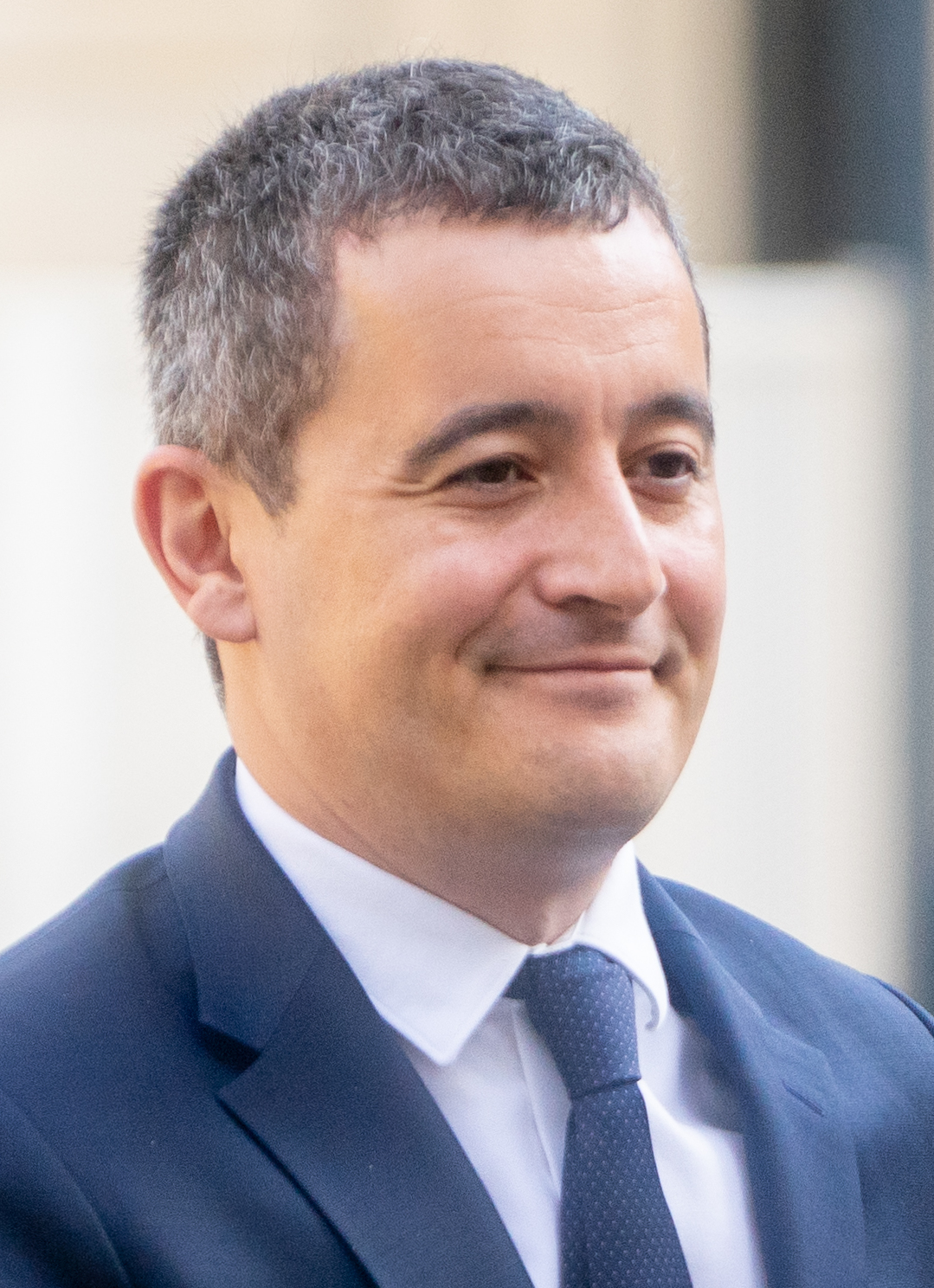
Gérald Darmanin, successeur de Christophe Castaner.

Le SNMO n'est pas publié à l'échéance annoncée, mais le ministère de l'Intérieur prolonge la consultation d'experts, alors que les critiques relatives aux violences policières se poursuivent — elles conduisent le président de la République Emmanuel Macron à demander publiquement au Premier ministre « des propositions claires pour améliorer la déontologie » en janvier 2020.
Le document est finalement rendu public en septembre 2020, par son successeur Gérald Darmanin. Le SNMO vise essentiellement, d'une part à rendre plus mobiles les forces de l'ordre pour s'adapter aux manifestations dénuées de déclaration en préfecture et souvent dépourvues de parcours préétabli et de leader ; d'autre part à limiter les violences en allant interpeller les fauteurs de trouble, nécessitant d'aller au contact de la foule — une mission attribuée à des unités urbaines telles que les brigades anti-criminalité (BAC), les compagnies d'intervention (CI) et les brigades de répression de l'action violente motorisées (BRAV-M).

## Principales dispositions
Le SNMO entérine le remplacement (précédemment annoncé) des grenades à main de désencerclement (GMD) par des « grenades à éclats non létaux » (GENL) moins puissantes, ainsi que celui des grenades GLI-F4 (lacrymogènes, assourdissantes et à effet de souffle) par la grenade GM2L ; ces deux grenades étaient la cause de mutilations, et à ce titre vivement décriées,,.
En dépit des demandes passées de suspension par diverses ONG et par le Défenseur des droits — motivées par les mutilations qu'il a occasionnées chez des manifestants, parfois éborgnés —, le texte maintient l'usage des lanceurs de balles de défense (LBD). Il renforce cependant son encadrement par les unités urbaines (BAC, CI, BRAV-M), dont les membres devront être accompagnés par un superviseur pour chaque tir — ce qui était déjà le cas pour les CRS et gendarmes mobiles,.

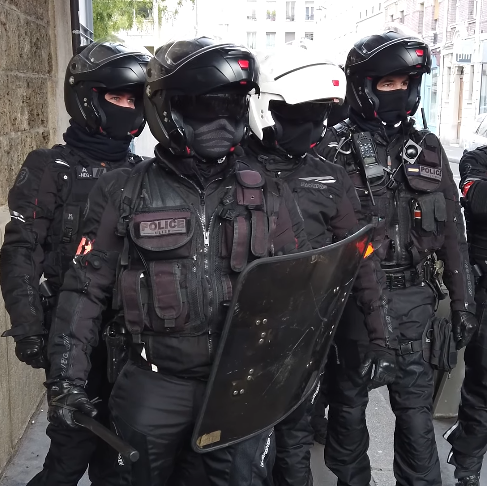
BRAV-M, en janvier 2020.

Il consacre et généralise le recours à des unités davantage mobiles, notamment urbaines (BAC, BRAV-M, etc.), déjà opéré dans la capitale par le préfet de police de Paris Didier Lallement,,. Dans l'optique de répondre aux critiques visant leur inexpérience et leur manque de formation en maintien de l'ordre, source de graves blessures chez les manifestants, le SNMO prévoit une formation de celles-ci,,.
Le texte rappelle également l'obligation du port du numéro d'immatriculation RIO par les agents — déjà obligatoire, il arrive fréquemment qu'il ne soit pas porté par les membres des forces de l'ordre, —, ainsi que l'interdiction du port de la cagoule,.
Le SNMO entend également améliorer la communication entre manifestants et forces de l'ordre (nouvelles sommations, usage des réseaux sociaux, panneaux lumineux à message variables etc.),.
Enfin, il souhaite reconnaître la « place particulière des journalistes au sein des manifestations » et « protéger ainsi le droit  d’informer ». Il propose à ce titre un canal de communication aux journalistes « titulaires d’une carte de presse [et] accrédités auprès des autorités » et leur reconnaît la possibilité de porter du matériel de protection si « leur identification est confirmée », mais indique que les journalistes n'ont pas plus le droit que n'importe quel autre citoyen « de se maintenir dans un attroupement après sommation »,,.
Le SNMO annonce également un renforcement des effectifs du maintien de l'ordre et l'achat de nouveaux véhicules,.

### Dispositions annulées
Le Conseil d'État annule le 10 juin 2021 plusieurs dispositions du SNMO, pour la majeure partie considérées ambigües ou dépourvues de précisions et, par suite, entachées d'illégalité : 
- le recours par les forces de l'ordre à la technique des nasses en manifestation, « car rien ne garantit que son utilisation soit adaptée, nécessaire et proportionnée aux circonstances » ;
- les demandes d'accréditation faites aux journalistes ;
- l'obligation faite aux journalistes et aux observateurs indépendants de quitter les lieux lors d'un ordre de dispersion ;
- les conditions de port d’équipements de protection. 

## Critiques
Le SNMO est bien accueilli par les syndicats policiers.
Plusieurs ONG (Amnesty International France, la Ligue des droits de l'homme, Action des chrétiens pour l'abolition de la torture, etc.), les principaux syndicats de journalistes (le Syndicat national des journalistes et le Syndicat national des journalistes CGT) et les sociétés de rédacteurs d'une quarantaine de médias s'émeuvent en revanche des dispositions visant la presse et les ONG, y voyant une « atteinte à la liberté d’informer ». Ils dénoncent notamment l'interdiction « de se maintenir dans un attroupement après sommation » les visant. Stella Bandinu de Libération écrit : « En clair, les journalistes et les observateurs des différentes ONG pourraient ainsi être interpellés et poursuivis, faisant fi de leurs impératifs professionnels. » La mention dans le SNMO de journalistes « titulaires d’une carte de presse » est également dénoncée, le document en question n'étant pas nécessaire pour être journaliste professionnel, ; Gérald Darmanin signale ultérieurement « un malentendu » et précise que tous les journalistes, carte de presse ou non, peuvent couvrir les manifestations. Ils regrettent enfin le maintien de l'usage du lanceur de balles de défense, des grenades de désencerclement et des nasses, de même que la stratégie d'aller au contact des manifestants,,,.
La LDH, le SNJ et un observateur indépendant des libertés publiques déposent un référé-suspension devant le Conseil d'État ; il est rejeté un mois plus tard.
Lors de l'annonce du SNMO, le ministre de l'Intérieur Gérald Darmanin indique par ailleurs vouloir conditionner la diffusion d'images du visage des policiers à leur floutage, une demande récurrente des syndicats policiers,. Cette volonté est traduite en octobre 2020 par l'article 24 de la proposition de loi relative à la sécurité globale (qui sans obliger au floutage, introduit un délit de diffusion de leur image « dans le but manifeste qu'il soit porté atteinte à [leur] intégrité physique ou psychique »), lequel sera l'objet de nombreuses critiques.
Le 17 novembre 2020, deux journalistes sont interpellés et placés en garde à vue (et d'autres menacés de l'être) alors qu'ils couvrent une manifestation contre la proposition de loi relative à la sécurité globale ; les sociétés de journalistes y voient un effet du SNMO,. Le ministre de l'Intérieur Gérald Darmanin indique dans un premier temps que « conformément au schéma du maintien de l'ordre, [les journalistes] doivent se rapprocher des autorités » pour couvrir une manifestation, provoquant un tollé chez les journalistes (le SNMO ne présente pas cette démarche comme obligatoire) ; le ministre rectifie ultérieurement son propos,,,.